# Сакурако Гокуракуин
Сакурако Гокуракуин (яп. 極楽院 櫻子 Гокуракуин Сакурако) — мангака, настоящее имя которой неизвестно. Начиная с 1991 года начала рисовать додзинси, на настоящее время пользуется псевдонимами Сакурако Гокуракуин и Асика Сакура (яп. さくら あしか Сакура Асика). Под именем «Асика Сакура» рисует мангу в жанре сёнэн-ай и яой. Также иллюстрирует романы и настольные карточные игры.

## Работы
- Anatadake Ga Suki (You are My One and Only)
- Kusuriyubi ni Himitsu no Koi (Secret Love on the Ringfinger)
- Adult na Kaihatsushitsu (The Room for changing into adults)
- Anoko to Boku to Anohito to (Honey Baby, Me, and the other)
- Bucchouzura ni Koi wo Shite (Love is made with a Sullen Look)
- Himitsu no Kemonotachi (The Secret Beasts)
- Nemueru Kimi no Barairo no Kuchibiru (Your rose-coloured lips can sleep)
- Tenshi no Hâtorizumu (The Heartrhythm of Angels)
- Sensitive Pornograph
- Worlds End Garden
- Koiiro Kougyoku
- Pretty Standard
- Biroudo no Tensoku (the Velvet Footbindings)
- Sekirei
- Night Walkers
- Tokyo Renaikitan
- Sekai no Owari ga Furu Yoru ni
- Boku no Suki na Sensei (The teacher I love)
- Returners ~Kigensha~[1]
- Пожиратели призраков